# Eurobandið
Eurobandið is een IJslandse band bestaande uit Friðrik Ómar en Regína Ósk. Samen vertegenwoordigden ze IJsland op het Eurovisiesongfestival 2008 in de Servische hoofdstad Belgrado. Met het nummer This is my life overleefden ze de tweede halve finale door achtste te eindigen met 68 punten. In de finale legden ze bestek op de veertiende plaats, dit keer met 64 punten. Het was de eerste keer in de geschiedenis dat IJsland door de halve finale wist te komen.